# Bronsinka
Bronsinka (Coeligena coeligena) är en fågel i familjen kolibrier.

## Utseende
Bronsinkan är en stor kolibri med lång och rak näbb. Fjäderdräkten är slående färglös, helt brunaktig utan någon glans. Strupen är något ljusare med fjälligt utseende. Könen är lika.

## Utbredning och systematik
Bronsinka delas in i sex underarter:
- C. c. coeligena – förekommer i kustbergen i norra Venezuela (från Lara till Miranda)
- C. c. zuliana – förekommer i Sierra de Perijá (på gränsen mellan Colombia och Venezuela)
- C. c. columbiana – förekommer i östra och centrala Anderna i Colombia och nordvästra Venezuela
- C. c. ferruginea – förekommer i västra och centrala Anderna i Colombia
- C. c. obscura – förekommer från Anderna i det allra sydligaste Colombia till Ecuador och Peru
- C. c. boliviana – förekommer i Anderna i centrala och sydöstra Bolivia

## Levnadssätt
Bronsinkan är en rätt vanlig kolibri i bergsbelägen molnskog på mellan 1000 och 2500 meters höjd. Den besöker även fågelmatningar.

## Status och hot
Arten har ett stort utbredningsområde, men tros minska i antal, dock inte tillräckligt kraftigt för att den ska betraktas som hotad. Internationella naturvårdsunionen IUCN listar arten som livskraftig (LC).

## Bilder

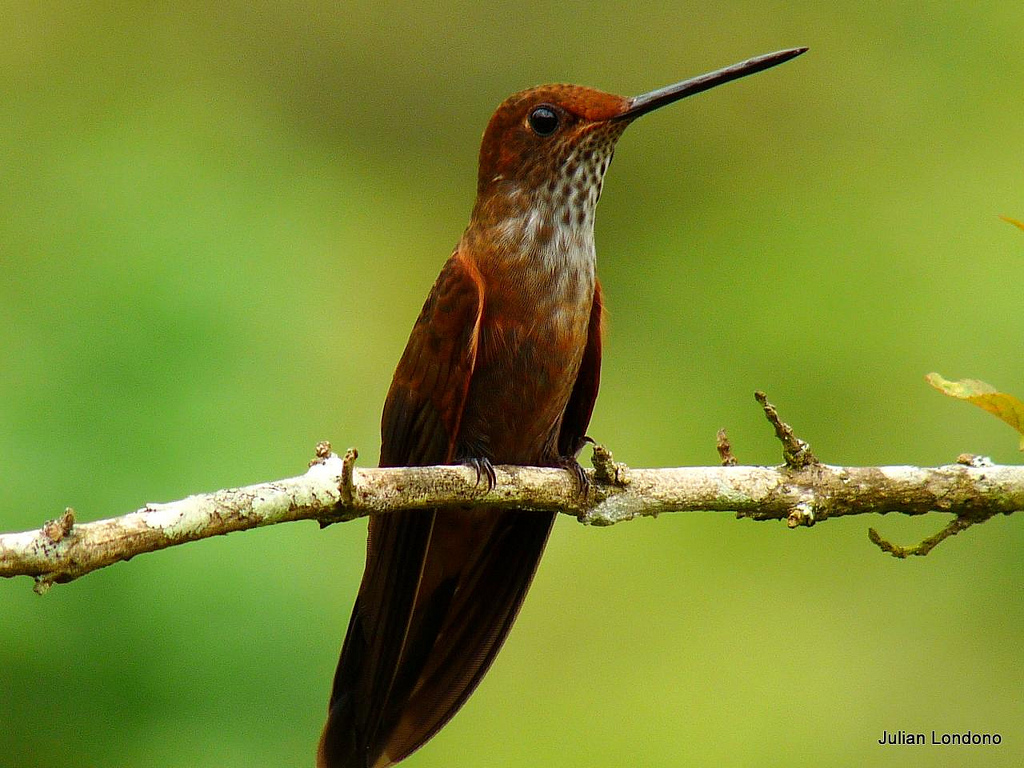
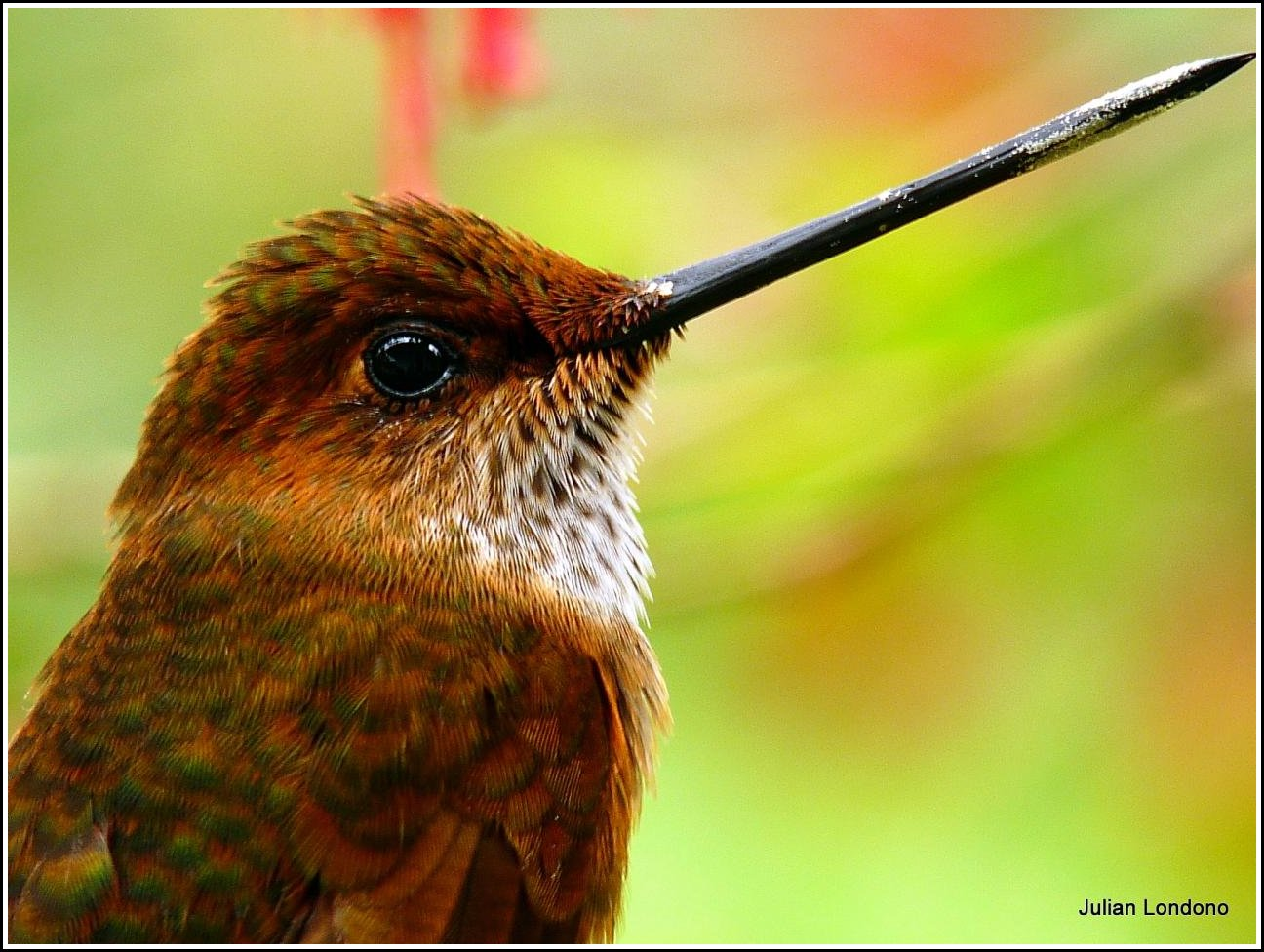
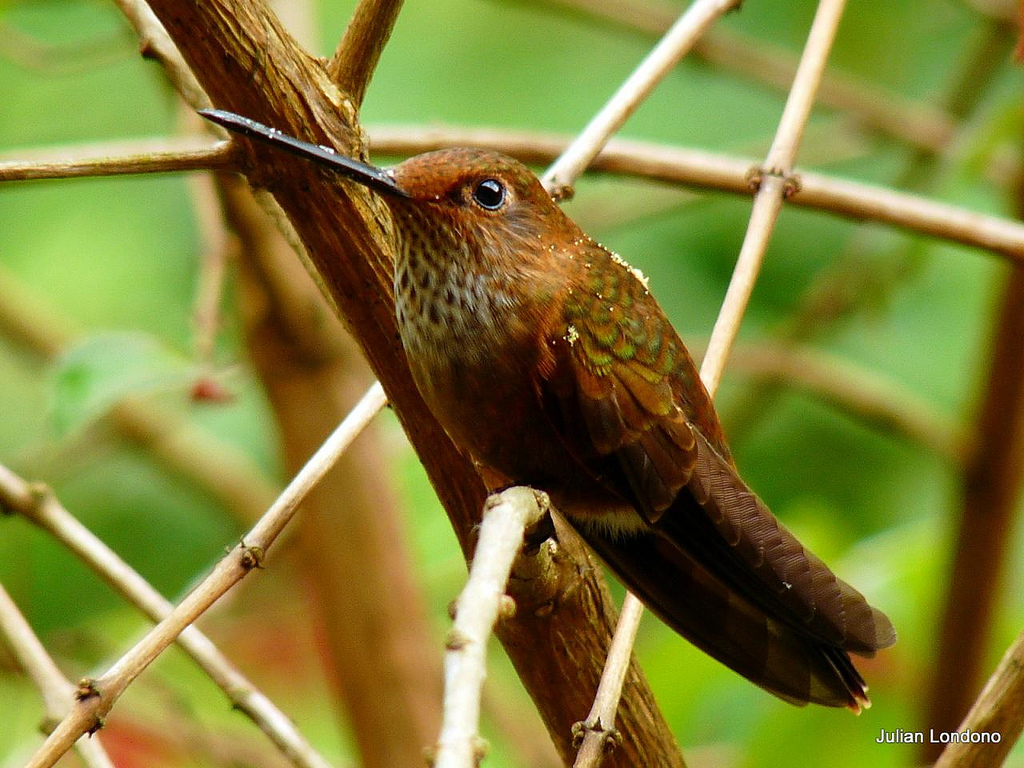
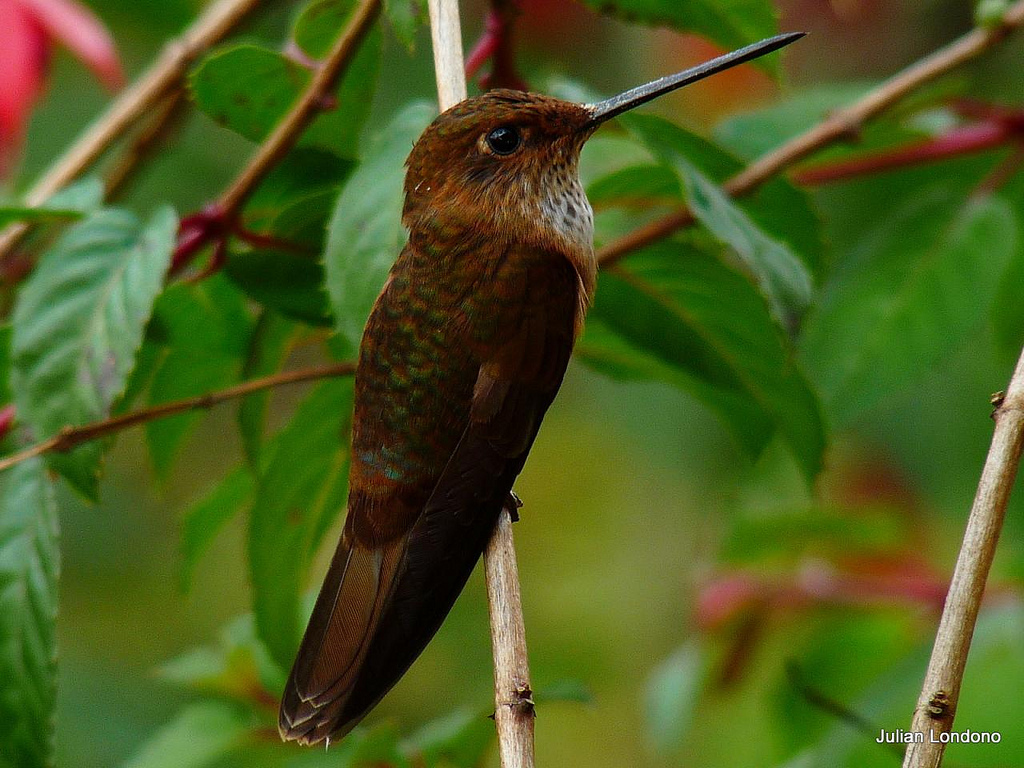
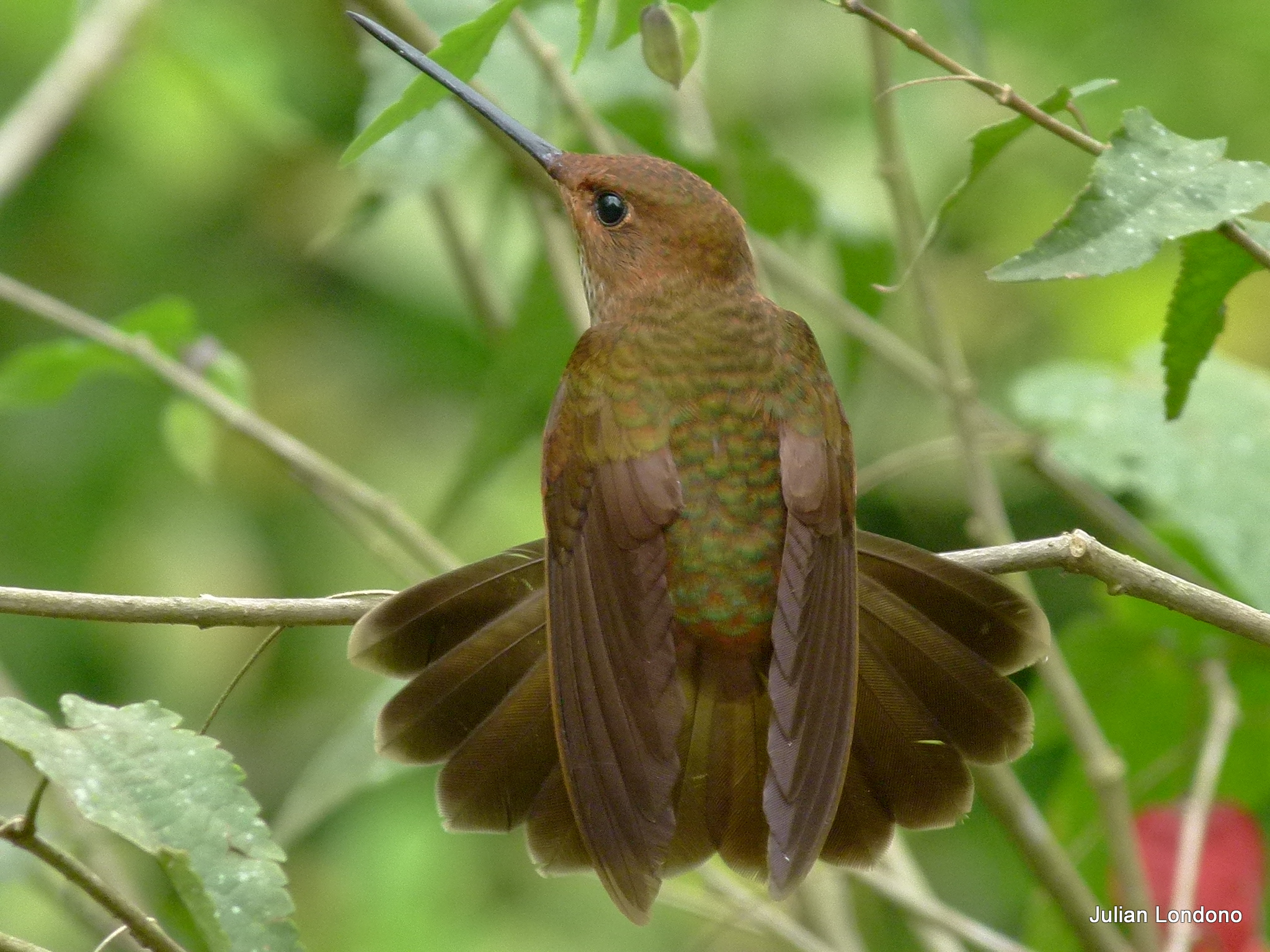